# 中国的民主
《中国的民主》是2021年12月4日由中华人民共和国国务院新闻办公室发表的白皮书，分中英两版本，英文版标题为China: Democracy That Works。同日，国务院新闻办公室在北京举行此白皮书发布会。

## 内容
白皮书分为前言、正文、结束语三个部分。正文分为五个部分，分别是：“中国共产党领导人民实现全过程人民民主”“具有科学有效的制度安排”“具有具体现实的民主实践”“广泛真实管用的民主”以及“丰富人类政治文明形态”。白皮书介绍了“中国民主价值理念、发展历程、制度体系、参与实践和成就贡献”。 
白皮书称赞了中国的“全过程人民民主”，批判美式民主已经沦为“金钱政治”和“少数精英统治”。
这是继2005年《中国的民主政治建设》后，中国政府再次发表关于“中国式民主”的政府文告。

## 评价
在白皮书发布会上，发言人严厉批判了美式民主，因此有观察者认为，中国出台此白皮书“挑战了西方对民主定义的垄断”“要与美国争夺话语权”、是对美国举办民主峰会的回击。批评者认为，这一白皮书颇具讽刺意味。
Katrin Büchenbacher在《新苏黎世报》指出，因为中国共产党意识到在“民主”与“专政”的较量中将落败，因此正通过提出新的民主概念进行回击。
Jonathan Katz在布鲁金斯学会的研讨会上稱：中俄两国散播假信息，无法根本解决人民质疑。